# Heilige Dreifaltigkeit (Oberdischingen)

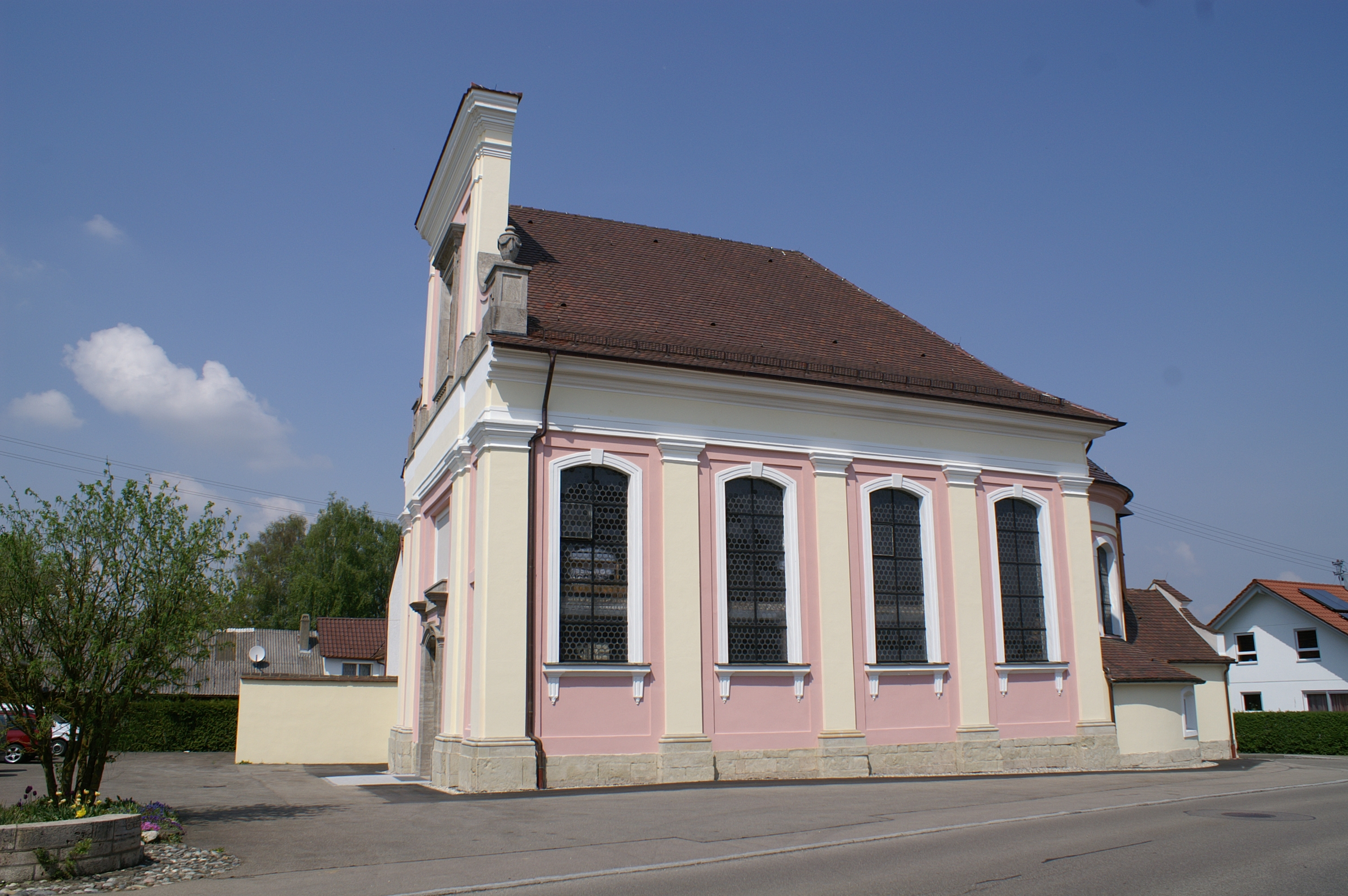
Heilige Dreifaltigkeit in Oberdischingen

Die römisch-katholische Wallfahrtskirche Heilige Dreifaltigkeit steht in Oberdischingen, einer Gemeinde im Alb-Donau-Kreis in Baden-Württemberg. Sie gehört zur Diözese Rottenburg-Stuttgart. Das Bauwerk ist beim Landesamt für Denkmalpflege Baden-Württemberg als Baudenkmal eingetragen.

## Beschreibung
Von der 1713 nach einem Entwurf von Christian Wiedemann errichteten Saalkirche über der Gruft für die Familie Schenk von Castell ist nur noch der eingezogene, halbrund geschlossene Chor im Osten des 1793–98 im frühklassizistischen Stil des Pierre Michel d’Ixnard gebauten Langhauses vorhanden. Die Sakristei im Chorscheitel wurde 1730/33 angebaut. Die Wände des Langhauses sind durch toskanische Pilaster gegliedert. Die Eingangsfassade im Westen wird mit einer Schaugiebelscheibe bekrönt.
Im Innenraum, der mit einer Flachdecke überspannt ist, wurde eine hufeisenförmige Empore eingebaut. Der Stuck an der Brüstung der Empore stammt von der Stuckateur-Familie Moosbrugger. Zur Kirchenausstattung gehört ein 1719 geweihter Hochaltar. Ein von Johann Baptist Hops geschaffenes Gnadenbild befindet sich über einer Darstellung der Krönung Mariens.
An der Wand angebracht ist ein Epitaph für Marquard Willibald Anton Graf Schenk von Castell d. Ä., dessen unteres Drittel durch aufsteigende Feuchtigkeit zerstört ist. Erkennbar sind das gräfliche Hauptwappen der Schenk von Castell und sechs Wappen der Ahnenprobe, Schenk von Castell, von Bernhausen, von Wolfurt, Schenk von Castell, von Breiten-Landenberg und Blarer von Wartensee. Die beiden unteren Wappen der Ahnenprobe sind verlorengegangen, ebenso die Inschrift.